# Разпятието
„Разпятие“ (на италиански: Crocifissione) е картина на италианския художник Мазачо от 1426 г. Картината (83 x 63 см) е изложена в Зала 3 на Национален музей „Каподимонте“ в Неапол. Използвана е техниката на темпера върху дърво. 

## История
За картината на Мазачо, нарисувана през 1426 г. за църквата Санта Мария дел Кармине в Пиза, са намерени разплащателни документи. От тях става ясно, че художникът е бил в Пиза на 19 февруари 1426 г., за да получи 80 гулдена, необходими му за закупуване на едни от най-скъпите материали: злато за фона и ултрамарин от добро качество за бъдещата картина.
През 1568 г. Джорджо Вазари вижда картината и я описва в своята книга „Животът на известни художници, скулптори и архитекти“. Но през XVII или XVIII век свалената от олтара картина изчезва.
През 1901 г. тя е закупена от Музей „Каподимонте“ в Неапол като произведение на анонимен флорентински художник. Няколко години по-късно Уилям Суида я разпознава като творба на Мазачо.

## Описание
На картината са изобразени Разпънатият Христос, молещата се Дева Мария облечена в синьо, скърбящият Йоан Кръстител и в средата на преден план неутешимата Мария Магдалена, чиято поза извежда картината от мъртвешката тишина, обхванала другите фигури. Тук се забелязват вик, непримиримост, неутешимост, ръце издигнати към нозете на Христос, за да ги обгърнат.